# Мубаризуны
Мубаризу́ны (араб. مبارزون‎ — «дуэлянты», «поединщики») — особое подразделение армии Праведного халифата. В него входили элитные воины, мастера конного боя на мечах и копьях. В арабских, византийских и сасанидских войнах битвы обычно начинались с дуэлей между воинами-поединщиками противоборствующих армий. Мубаризуны были таковыми в мусульманском войске — их целью было сразиться и победить поединщиков армии противника, чтобы подорвать её боевой дух.
Армия халифата обычно начинала сражение с того, что её воины сперва снаряжали свои доспехи и вооружение, затем занимали позиции и только в последнюю очередь высылались мубаризуны. Мубаризунам предписывалось не преследовать побежденных вражеских воинов более чем на две трети расстояния до построения противника, чтобы избежать риска быть отрезанными от своих рядов. После завершения фазы поединков армия начинала общее наступление. Примерами применения тактики поединков в начальной фазе сражения могут служить в частности битвы при Кадисии и при Ярмуке. В последней успешная атака мубаризунов позволила армии халифата значительно ослабить мощь наступления численно превосходивших их византийцев в первый день сражения.
По мнению нидерландского историка Эдуарда Алофса, мубаризуны также успешно применяли луки, в том числе верхом, несмотря на отсутствие стремян. Предположительно, лук в конном бою использовался лишь на очень близких дистанциях, около 5 метров, для максимально эффективного пробития брони.
Известными мубаризунами были Али ибн Абу Талиб, Халид ибн аль-Валид, Аз-Зубайр ибн аль-Аввам.